# Nicole-Reine Lepaute
Pour les articles homonymes, voir Lepaute.
Nicole Reine Lepaute, née Étable, le 5 janvier 1723 à Paris, morte dans la même ville le 6 décembre 1788, est une calculatrice et astronome française. Elle est, avec Caroline Herschel et la marquise du Châtelet une des principales femmes scientifiques du siècle des Lumières.
Son travail est souvent inclus dans celui d'autres auteurs, dont Jérôme de Lalande et son mari, Jean-André Lepaute. Mais, s'il faut en croire Lalande, qui l'aimait beaucoup, elle était « un maître plutôt qu'un émule ». Elle a notamment aidé au calcul de la date précise du retour de la comète de Halley de 1759 et est une contributrice majeure au calcul de l'éphéméride astronomique La connaissance des temps.

## Biographie

### Premières années

#### Jeunesse
Nicole Reine Étable naît à Paris le 5 janvier 1723, dans le palais du petit Luxembourg, où logent ses parents. Elle est la sixième de neuf enfants. Plusieurs membres de la famille Étable sont alors au service de la famille d'Orléans, à Versailles, puis au palais du Luxembourg. Son père, Jean Étable, ancien valet de pied de la duchesse de Berry,  Louise Élisabeth d'Orléans, reine douairière d'Espagne. Son enfance et sa jeunesse donnent à Joseph Jérôme Lefrançois de Lalande des raisons de penser que, même jeune, « elle avait trop d'esprit pour n'avoir pas de la curiosité » ; elle n'a pu être qu'autodidacte.

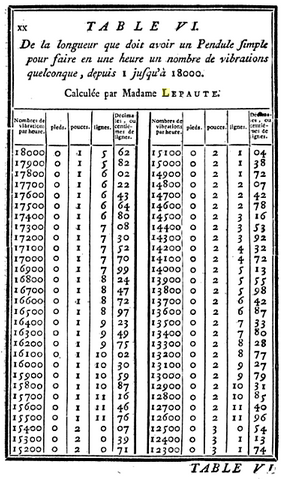
Calculs de Nicole-Reine pour le Traité d’horlogerie de son mari.

#### Épouse d'un horloger
Nicole Reine fait la connaissance des frères Lepaute (on trouve aussi « le Paute ») lorsque ces derniers viennent installer au palais du Luxembourg une horloge d’un nouveau type. Le 27 août 1749, à l’âge de vingt-six ans, elle épouse l'horloger Jean André Lepaute. En partageant le travail de son mari, elle fait la connaissance de Jérôme de Lalande, qui obtient peu de temps après un observatoire au-dessus du porche du palais du Luxembourg.
En 1753, Lalande est chargé par l’Académie des sciences d’étudier une horloge de Jean André Lepaute qui est munie d’un échappement d’un nouveau type. Encouragé par Lalande, Jean André Lepaute — qui devient horloger du roi en 1753 — se lance dans la conception et la construction de pendules astronomiques. Nicole Reine fait ses premières armes en calculant des tables d’oscillations du pendule pour le Traité d’horlogerie de son mari,.

### Calculatrice: le retour de la comète de Halley
Vient le temps du retour attendu de la comète de Halley. Lalande propose à Alexis Clairaut d'appliquer à la prédiction d'Edmund Halley sa solution (approchée) du problème des trois corps. Clairaut établira les modèles de calculs ; Lalande s'occupera, aidé de Lepaute, des monstrueux calculs que cela nécessite ; il s'agit principalement de mesurer l'effet des planètes Jupiter et Saturne sur la date de retour de la comète.
Le projet est une course contre la montre : il serait dommage que les calculs, même bons, paraissent après le passage de la comète. Lalande écrit : « Pendant plus de six mois, nous [Nicole Reine Lepaute et moi] calculâmes depuis le matin jusqu'au soir, quelquefois même à table ». Finalement, Clairaut annonce, en novembre 1758, le retour de la comète pour le 13 avril de l’année suivante. Justifiant leurs calculs — et assurant la gloire d’Edmund Halley — la comète passe à son périhélie tout juste un mois avant la date annoncée, le 13 mars 1759. L'équipe a eu un franc succès, en prouvant non seulement que les comètes peuvent revenir, et qu'il est possible de prédire la date de leur retour. L'opération permit de prouver les Lois de Newton, sur lesquelles Halley s'était appuyé pour prédire le retour de la comète.
Clairaut publie en 1760 sa Théorie des comètes, mais en oubliant de mentionner le nom de Mme Lepaute parmi les calculateurs ; cet oubli est motivé par la jalousie de son amie du moment, Mlle Goulier, qu’il ne veut pas froisser en vantant les mérites d’une autre. Ce faisant, il met à mal sa longue amitié avec Lalande, qui préfère se ranger aux côtés de l’offensée. Clairaut supprima toute mention de Lepaute, écrira Lalande, pour « plaire à une femme jalouse du mérite de Madame Lepaute, prétentieuse mais dépourvue de quelque connaissance que ce fût. Elle parvint à faire commettre cette injustice par un homme de science judicieux mais faible, qu’elle avait subjugué ». Les deux hommes ne seront plus jamais aussi proches qu'auparavant ; Clairaut poursuivra seul ses recherches en astronomie.

### Astronome

#### La connaissance des temps
En 1759 Jérôme Lalande se voit confier par l'Académie des sciences la charge des éphémérides astronomiques qu'elle publie et qui s'appellent La connaissance des temps. Il a besoin de calculateurs, qu'il engage. Il a aussi besoin — il est très occupé — de quelqu'un pour le seconder ; il choisit Lepaute. Deux ans plus tard, en 1761, Mme Lepaute se fait admettre à l'académie de Béziers ; elle avait auparavant fait présent aux académiciens de tables astronomiques, compilées par elle, pour leur ville.
Cassini de Thury, un rival et un critique acerbe de Lalande, présente cette équipe comme une « manufacture d'astronomie », dont il dit de plus qu'« elle est dirigée en second par une académicienne de je ne sais plus quelle académie ». Si nous n'avions pas les publications astronomiques de Lepaute, cela suffirait à établir son rôle.

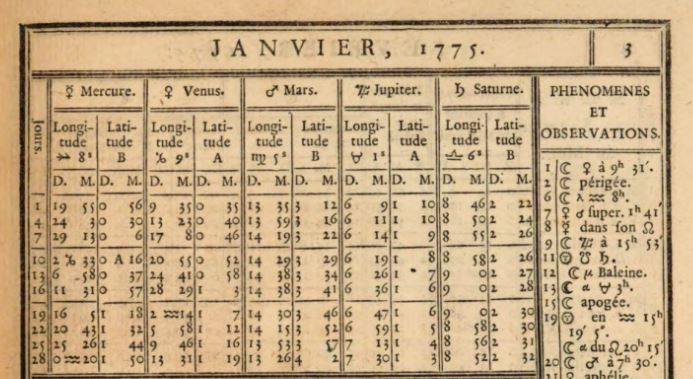
Page des Éphémérides pour l'année 1775. La colonne « Saturne » a été calculée par Nicole-Reine Lepaute.

« Madame Lepaute, morte en 1788, écrira pour sa part Lalande, a calculé plus de dix ans les éphémérides de l'académie [des sciences] ». Les éphémérides de La connaissance des temps serviront par exemple de base au calcul du transit de Vénus de 1761 et à celui de 1769.

#### Éphémérides
En 1774, Lalande prend la suite de l'abbé de Lacaille et passe, emmenant avec lui Mme Lepaute, à une publication qui s'appelle Éphémérides, dont deux tomes paraîtront sous sa direction : en 1774 (tome 7, pour les années 1775 à 1784) et en 1783 (tome 8, pour les années 1785 à 1792).
Lalande, dans ses préfaces, reconnaît le travail de Nicole Lepaute :
1. tome 7 : « Les calculs de Saturne ont été faits par Madame le Paute [sic], qui, depuis bien des années, s'occupe avec succès du calcul astronomique[10] » ;
2. tome 8 : « Madame le Paute qui, depuis plus de 20 ans, s'occupe d'astronomie, a fait elle seule les calculs du Soleil, de la Lune et des planètes[11],[3] ».

Lalande porte également au crédit de Lepaute le calcul des éléments de la comète observée en 1762, ainsi que les éléments de l’éclipse annulaire du 1er avril 1764, pour laquelle elle dressera une carte de visibilité donnant la progression de quart d’heure en quart d’heure pour toute l’Europe.

Passage de l'ombre de la lune au travers de l'Europe dans l'éclipse de soleil centrale et annulaire qui s'observera le 1er avril 1764.

#### Saturne?
Grâce à l'honnêteté de Lalande et à sa grande estime pour Nicole Lepaute, nous en savons beaucoup. Mais pas assez. Voir le cas suivant, où les citations sont de Lalande dans sa préface aux Éphémérides parues en 1774.
- « J'avais annoncé d'avance, en partant des observations de 1714, les jours où l'anneau de Saturne devait disparaître, et reparaître ensuite[13] ».C'est-à-dire que la Terre sera dans le même plan que les anneaux. Ceux-ci deviendront donc invisibles à partir de notre planète. Prédiction réalisée « au commencement d'octobre 1773[14] ».
- « Les calculs de Saturne ont été faits par Madame le Paute [sic], qui, depuis bien des années, s'occupe avec succès du calcul astronomique. »Dans le tome suivant, elle s'occupera de toutes les planètes.
- Dans un passage sur Saturne dans la même préface : « Je m'étais transporté à Béziers, où l'on a communément le plus beau ciel de la France[15]. »On peut ajouter : et où Mme Lepaute, académicienne de cette ville, connaît d'autres académiciens (Lalande mentionne « M. Bouillet, M. Claurade, M. Bertholon[15] »), qui assisteront Lalande dans son travail.

### Famille et retraite
Mme Lepaute n'a pas eu d'enfant, mais elle accueille en 1768 l’un des neveux de son mari, Joseph Lepaute Dagelet (1751-1788), alors âgé de dix-sept ans, et lui enseigne si bien l’astronomie qu’il deviendra professeur de mathématiques à l’École militaire en 1777, avant d’être élu adjoint astronome en 1785 à l’Académie royale des sciences ; Lalande compte cela comme une contribution de Lepaute à l'astronomie.
Elle consacre ses sept dernières années à s’occuper de son mari, atteint d’une grave maladie et qui avait abandonné l’horlogerie vers 1774. Au même moment, sa propre santé décline et elle perd la vue peu à peu. Précédant son mari de quelques mois, elle meurt à Paris le 6 décembre 1788, à l’âge de soixante-cinq ans.

## Publications
- Figures des 12 phases principales de la grande éclipse de Soleil qui s'observera le 1er avril 1764 calculées pour Paris
- Carte du passage de l'ombre de la Lune au travers de l'Europe dans l'éclipse de Soleil centrale et annulaire qui s'observera le 1er avril 1764, 1762[18],[19]
- « Table VI — De la longueur que doit avoir un pendule simple pour faire en une heure un nombre de vibrations quelconque, depuis 1 jusqu'à 18 000 », dans Jean André Lepaute, Traité d'horlogerie : contenant tout ce qui est nécessaire pour bien connaître et pour regler les pendules et les montres, la description des pièces d'horlogerie les plus utiles, des répétitions, des équations, des pendules à une roue, &c. celle du nouvel échapement, un traité des engrénages, avec plusieurs tables, & XVII planches en taille-douce : augmenté de la description d'une nouvelle pendule policamératique, Paris, Samson, 1767
- (Mémoires pour l'académie de Béziers) — Ces mémoires sont perdus.

### Contributions àLa connaissance des temps
- « Table des angles parallactiques », 1763[note 12]
- « Calculs de l'éclipse annulaire du 1er avril 1764 », 1764
- Plusieurs articles intitulés « Observations »

### Contributions auxÉphémérides
- Éphémérides des mouvements célestes, pour le méridien de Paris, tome septième, contenant les dix années de 1775 à 1784, 1774
- Éphémérides des mouvements célestes, pour le méridien de Paris, tome huitième, contenant les huit années de 1785 à 1792, 1783

## Compléments

### Hommages

#### Poème à Nicole Reine
Des tables de sinus toujours environnée,

Vous suivez avec nous Hipparque et Ptolémée ;

Mais ce serait trop peu que de suivre leurs traces

Et d'être au rang de ceux que nous comblons d'honneurs

REINE, si vous n'étiez et le sinus des grâces

Et la tangente de nos cœurs.
Lalande cite ces vers d'un poète qui « a pris soin de cacher son nom » et qu'il trouve aussi prétentieux que singuliers ; mais c'est peut-être pour dissimuler qu'il en est lui-même l'auteur.

#### Éponymie et odonymie
- En 1773, l’hortensia, originaire de Chine, avait d'abord été nommé Peautia celestina en l'honneur de Mme Lepaute[21] par son ami Philibert Commerson, médecin et botaniste de l'expédition de Bougainville[note 14].
- En 1935, l'Union astronomique internationale a donné le nom de Lepaute à un cratère lunaire[22].
- L’astéroïde (7720) Lepaute est également nommé en l'honneur de Nicole Reine Lepaute[23].
- Une rue Nicole-Reine-Lepaute existe à Paris[24]. On trouve aussi des rues à son nom à Brest, Dijon[25], à Saint-Avé[26] et à Bois-Guillaume[27].